# حكم مشترك

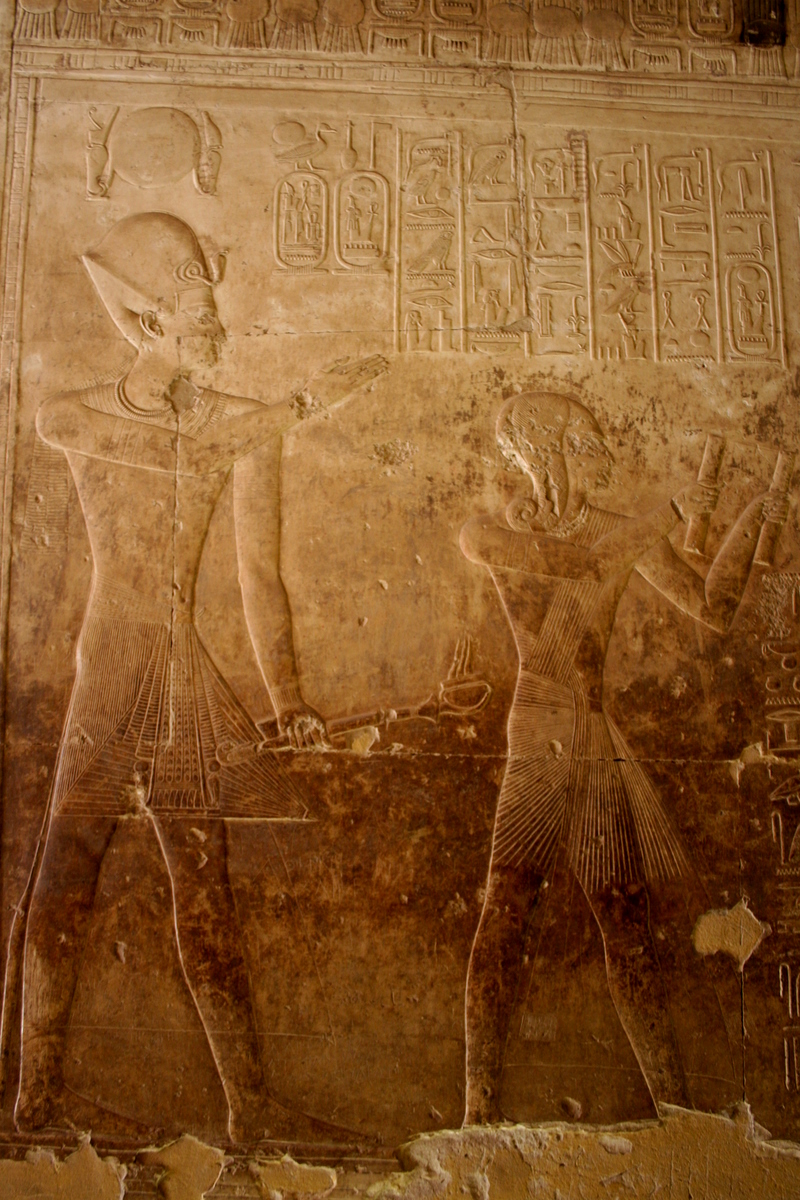
الملك سيتي الأول وابنه رمسيس الثاني ، شريكه المستقبلي في الحكم. نقش من معبد أبيدوس

الحكم المشترك هو شكل من أشكال الحكم يمارس فيه الملك وظائفه بالاشتراك مع شخص آخر: الوصي، الذي عادة يكون ولي العهد، على الرغم من أنه يمكن أن يمارس مع أشخاص آخرين من العائلة المالكة أو طبقة النبلاء أو حتى مع شخصيات نافذة في الدولة.
كان الحكم المشترك ممارسة جد شائعة في مصر القديمة، لأدائها عدة وظائف مهمة: طريقة لتمرن ولي العهد على ممارسة وإدارة السلطة وتأكيد قرار فرعون بشأن من سيكون وريثه وانتقال سلمي وسلس للسلطة بعد وفاة الملك.